# Pilot Knob (Misuri)
Pilot Knob es una ciudad ubicada en el condado de Iron en el estado estadounidense de Misuri. En el Censo de 2010 tenía una población de 746 habitantes y una densidad poblacional de 323,63 personas por km².

## Geografía
Pilot Knob se encuentra ubicada en las coordenadas 37°37′25″N 90°38′41″O / 37.62361, -90.64472. Según la Oficina del Censo de los Estados Unidos, Pilot Knob tiene una superficie total de 2.31 km², de la cual 2.29 km² corresponden a tierra firme y (0.56%) 0.01 km² es agua.

## Demografía
Según el censo de 2010, había 746 personas residiendo en Pilot Knob. La densidad de población era de 323,63 hab./km². De los 746 habitantes, Pilot Knob estaba compuesto por el 94.37% blancos, el 1.34% eran afroamericanos, el 1.47% eran amerindios, el 0.4% eran asiáticos, el 0% eran isleños del Pacífico, el 0% eran de otras razas y el 2.41% pertenecían a dos o más razas. Del total de la población el 1.61% eran hispanos o latinos de cualquier raza.